# Cementerio familiar de Patrick Calhoun
El Cementerio familiar de Patrick Calhoun es un cementerio histórico ubicado en el condado de Abbeville, Carolina del Sur.

## Historia
Contiene las tumbas de Patrick Calhoun y miembros de su familia, que se establecieron en el condado de Abbeville en la década de 1750. Si bien Patrick alcanzó cierto reconocimiento como político de Carolina del Sur, quizás se le recuerde mejor como el padre de John C. Calhoun, senador y vicepresidente de los Estados Unidos de 1824 a 1832. Hay más de dos docenas de tumbas en este cementerio rural y tranquilo. El sitio fue incluido en el Registro Nacional de Lugares Históricos el 28 de agosto de 1975.